# Porumb
Porumbul este o cereală originară din America Centrală cultivată azi în multe regiuni ale lumii ca plantă alimentară, industrială și furajeră, reprezintă alături de grâu, 80% din producția de cereale. Porumbul aparține familiei Poaceae. Are tulpina înaltă și groasă, neramificată, care se numește popular „cocean”,  cu frunze lungi și ascuțite la vârf, aspre. Pe aceeași plantă se găsesc flori feminine și flori masculine pe aceeași tulpină. Florile masculine se găsesc în vârful tulpinii. Inflorescența este sub forma unui spic sau panicul. Florile feminine se găsesc la subsuoara frunzelor.
Deși unele varietăți de porumb pot crește până la 7 metri în înălțime, porumbul comercial este cultivat la o înălțime maximă de 2,5 metri. Porumbul dulce este de obicei mai scurt decât varietățile de porumb de câmp. 
În România sunt înregistrate mai multe regionalisme, în graiurile locale porumbul fiind denumit și călambuc, ciolomadă, cocenași (pl.), colibaș, cucoriță, cucuruz, gârnișor, mălai, păpușă, păpușoi, tenchi.

## Istorie
În spațiul românesc, a fost menționat pentru prima dată pe la sfârșitul secolului al XVII-lea. În Țara Românească este menționată cultivarea lui în timpul domniei lui Șerban Cantacuzino (1678-1688), iar în Moldova, sub domnia lui Duca-Vodă (1693-1695). În Transilvania a început să fie cultivat începând cu secolul al XVIII-lea.

## Alcătuirea plantei
Frunzele sunt mari și liniare.
Florile mascule sunt grupate în vârful tulpinii într-o inflorescență numită spic compus ramificat.
Florile femele se găsesc mai jos pe tulpină, grupate într-o inflorescență, numită știulete.
Stigmatul pistilului este foarte lung și formează mătasea porumbului.
Fructul este o cariopsă care conține amidon, substanțe proteice și uleiuri.

## Compoziție și proprietăți
100 g de porumb fiert – 97 kcal. 

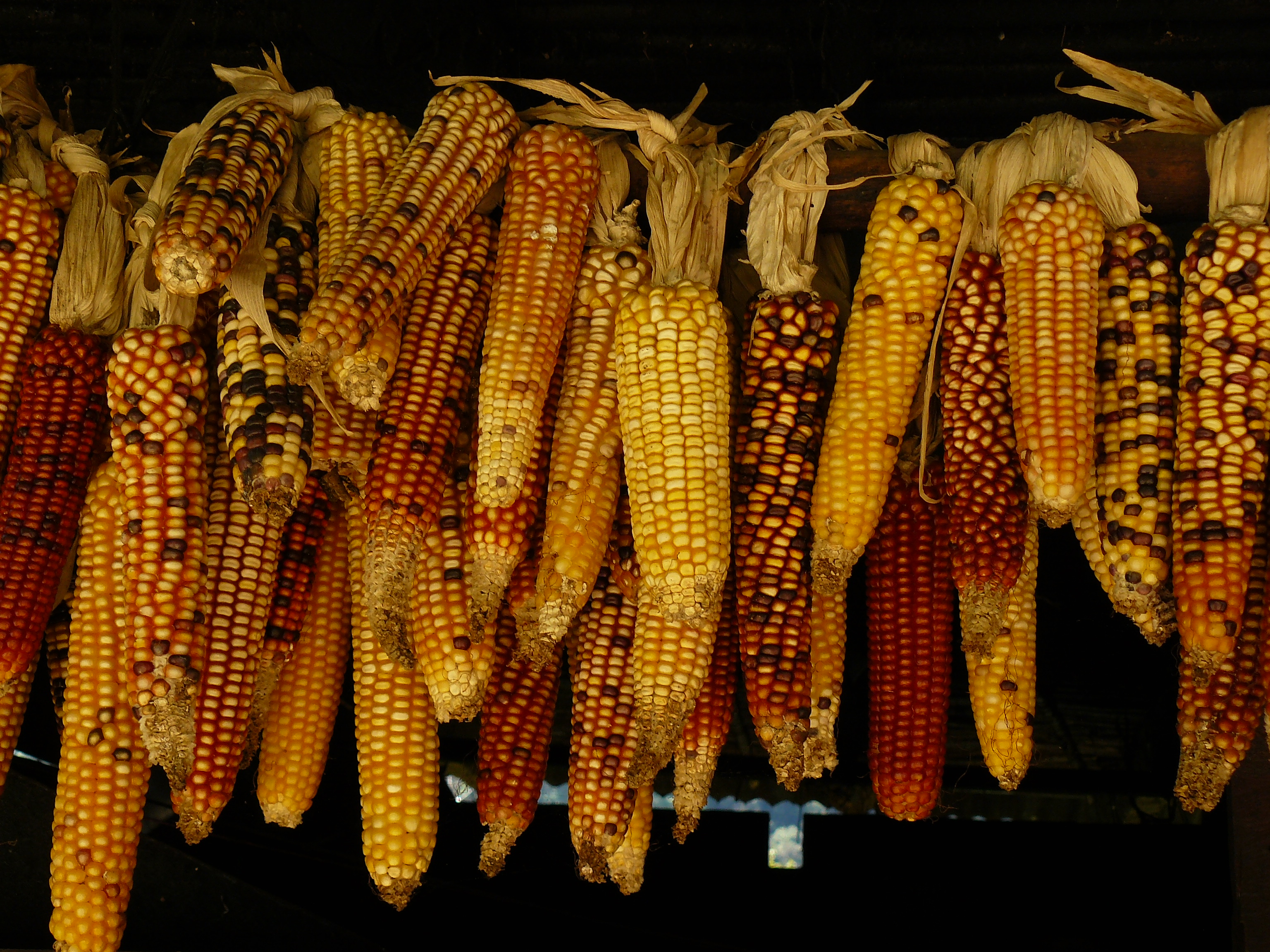
Știuleți de porumb

Conține 74% amidon. Magneziul, care este prezent în cantități mari în porumb completează într-un mod excelent lipsa acestui element datorată bolilor legate de îmbătrânirea organismului.
Boabele de porumb sunt utilizate în industria amidonului, a spirtului, glucozei și dextrinei. Germenii sunt utilizați pentru extragerea uleiului, utilizat în alimentația dietetică. Randamente de extracție: 100 kg boabe – 77 kg mălai sau 63 kg amidon sau 71 kg glucoză sau 44 litri alcool sau 50–60 kg izomeroză. Porumbul este utilizat în hrana animalelor ca nutreț concentrat (boabe), porumb masă verde (însilozat), tulpini (coceni) în amestec cu uree și melasă, însilozați (nutreț suculent). Particularități fitotehnice: rezistență bună la secetă și căldură, număr relativ redus de boli și dăunători, adaptabilitate la condiții diferite de climă, fiind prășitoare, lasă terenul curat de buruieni, constituie o bună premergătoare pentru multe plante, valorifică bine îngrășămintele organice și minerale, reacționează foarte puternic la irigații, coeficient de înmulțire foarte mare, importantă plantă meliferă și medicinală, prin cantitatea mare de polen pe care o produce.
Porumbul are efect împotriva stresului. Este bogat în vitaminele din grupa B, mai ales în vitamina B1, care are efect asupra funcționării sistemului nervos, a mușchilor, a inimii și asupra producției de globule roșii. 150 grame de porumb acoperă aproximativ 25% din cantitatea necesară de vitamina B1 pentru un adult. Porumbul conține de asemenea un antioxidant de frunte și anume vitamina E, care protejează împotriva artritei. Introducerea porumbului în meniul zilnic micșorează riscul apariției bolilor de inimă și a cancerului. Carbohidrații cuprinși în porumb dau energie și nu permit depunerea grăsimii.

## Galerie

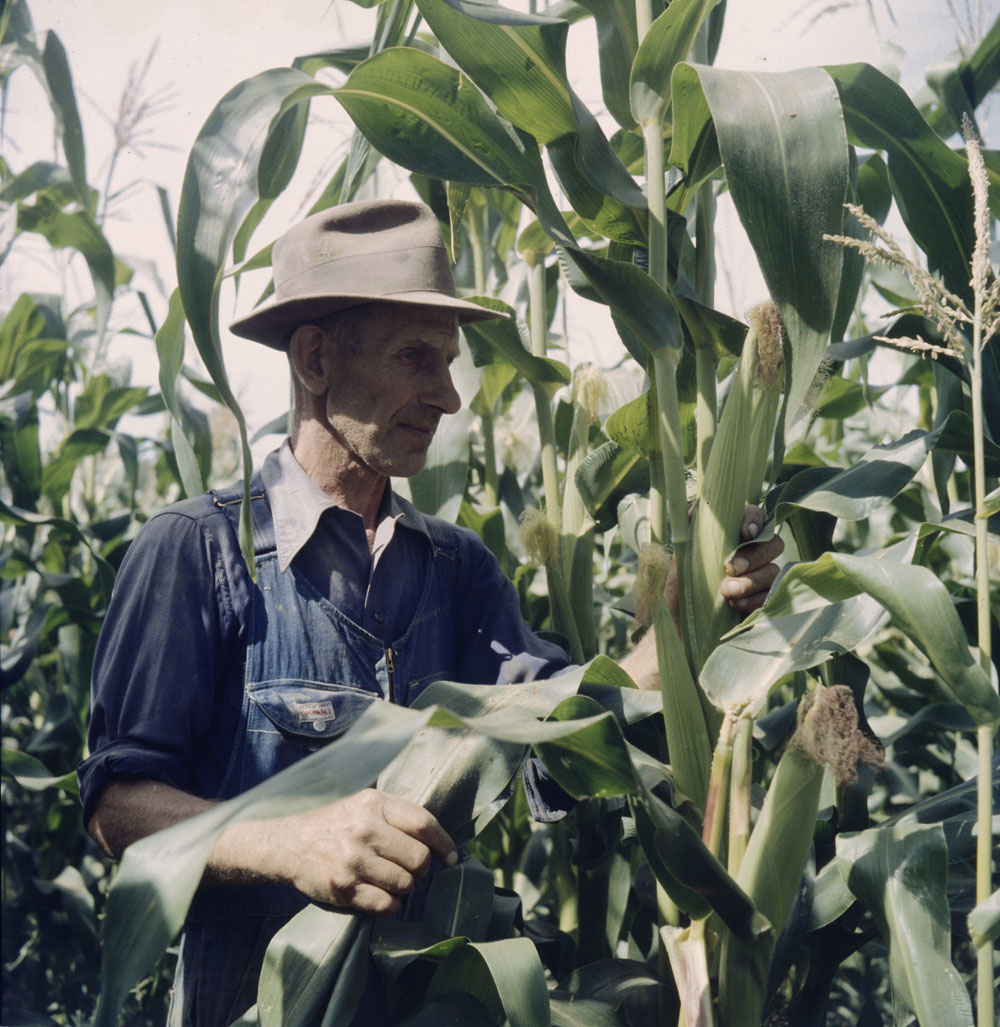
Fermier din Ontario examinând o plantație de porumb
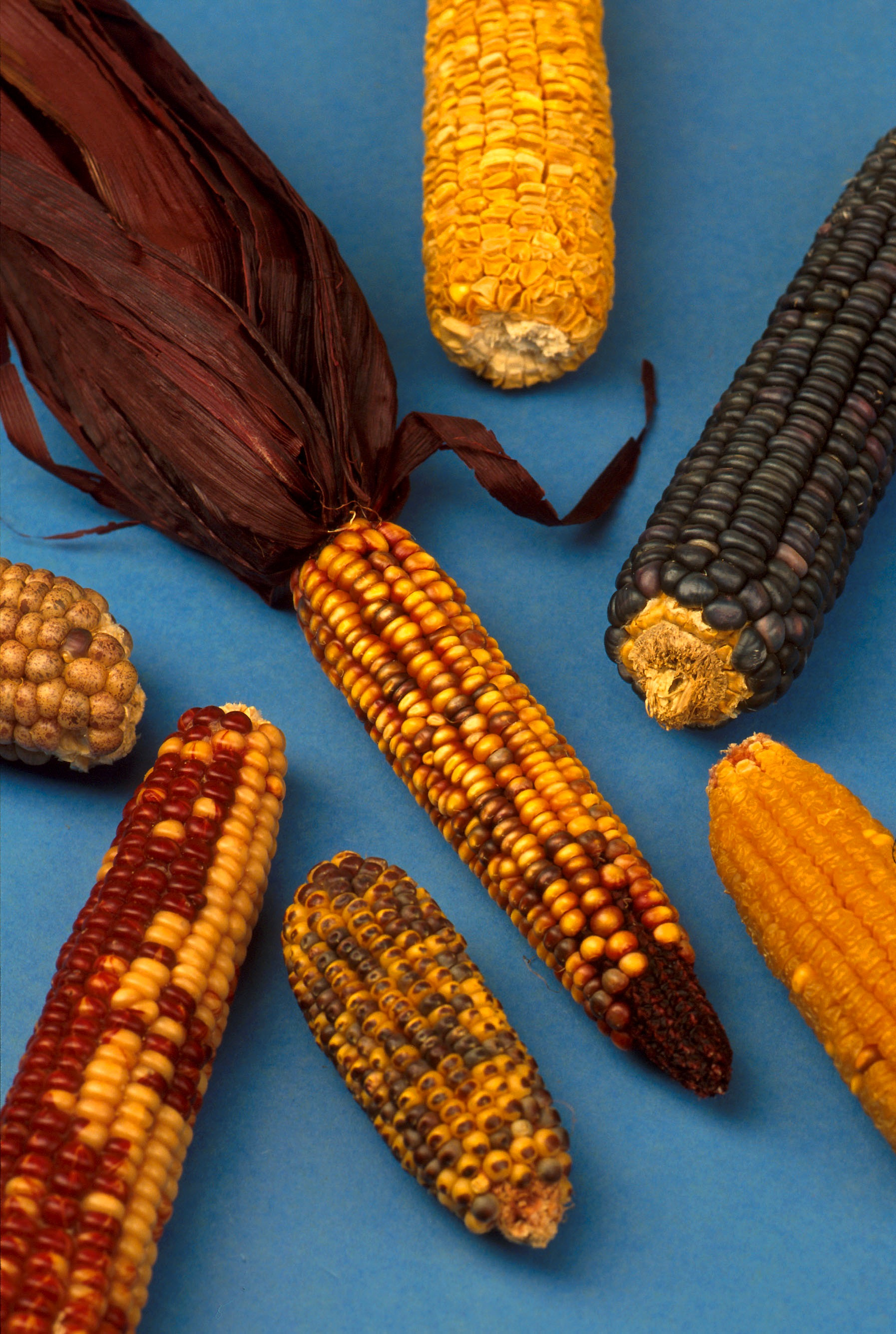
Știuleți de porumb
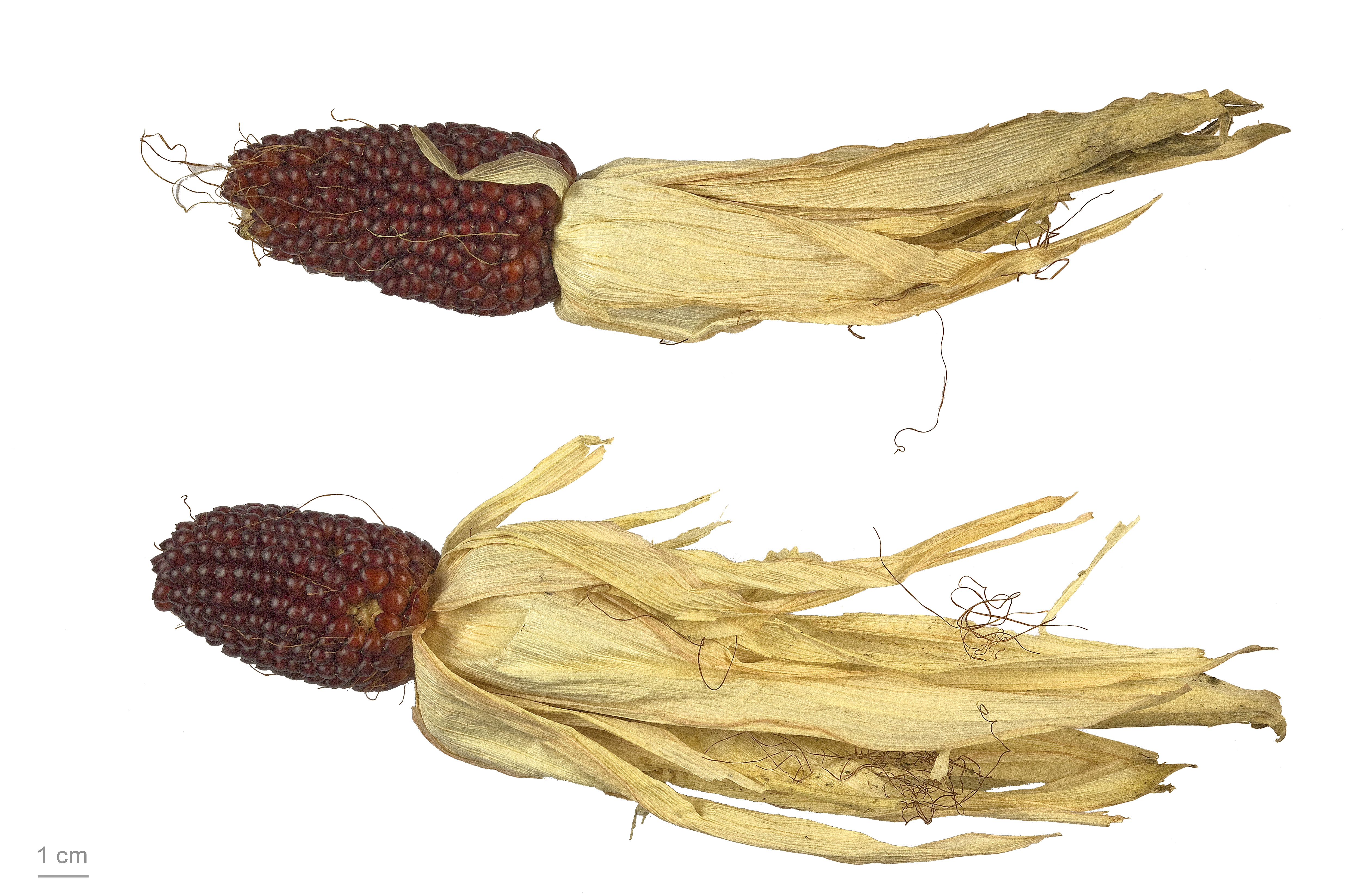
Zea mays "fraise"
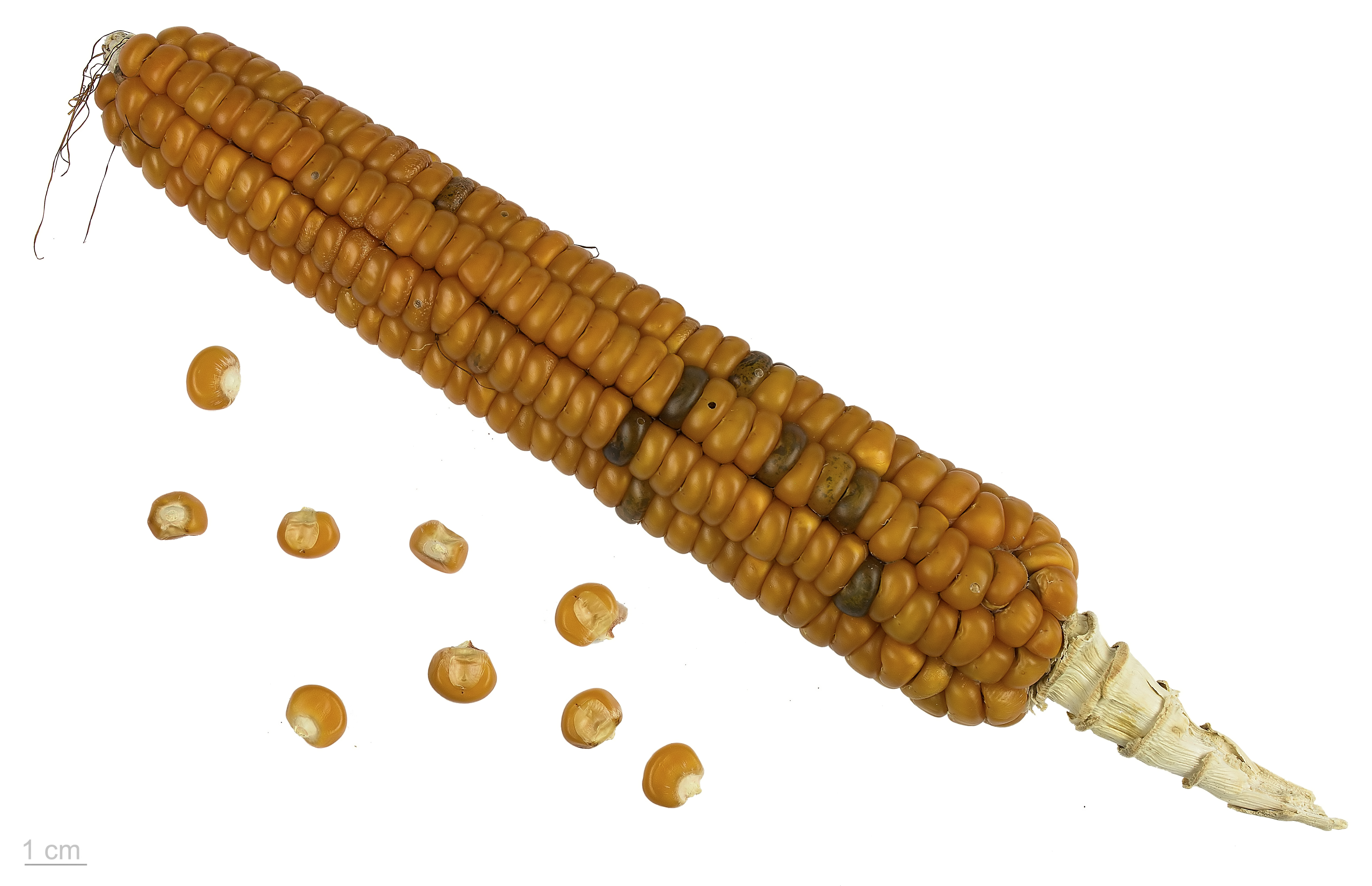
Zea mays 'Ottofile giallo Tortonese'
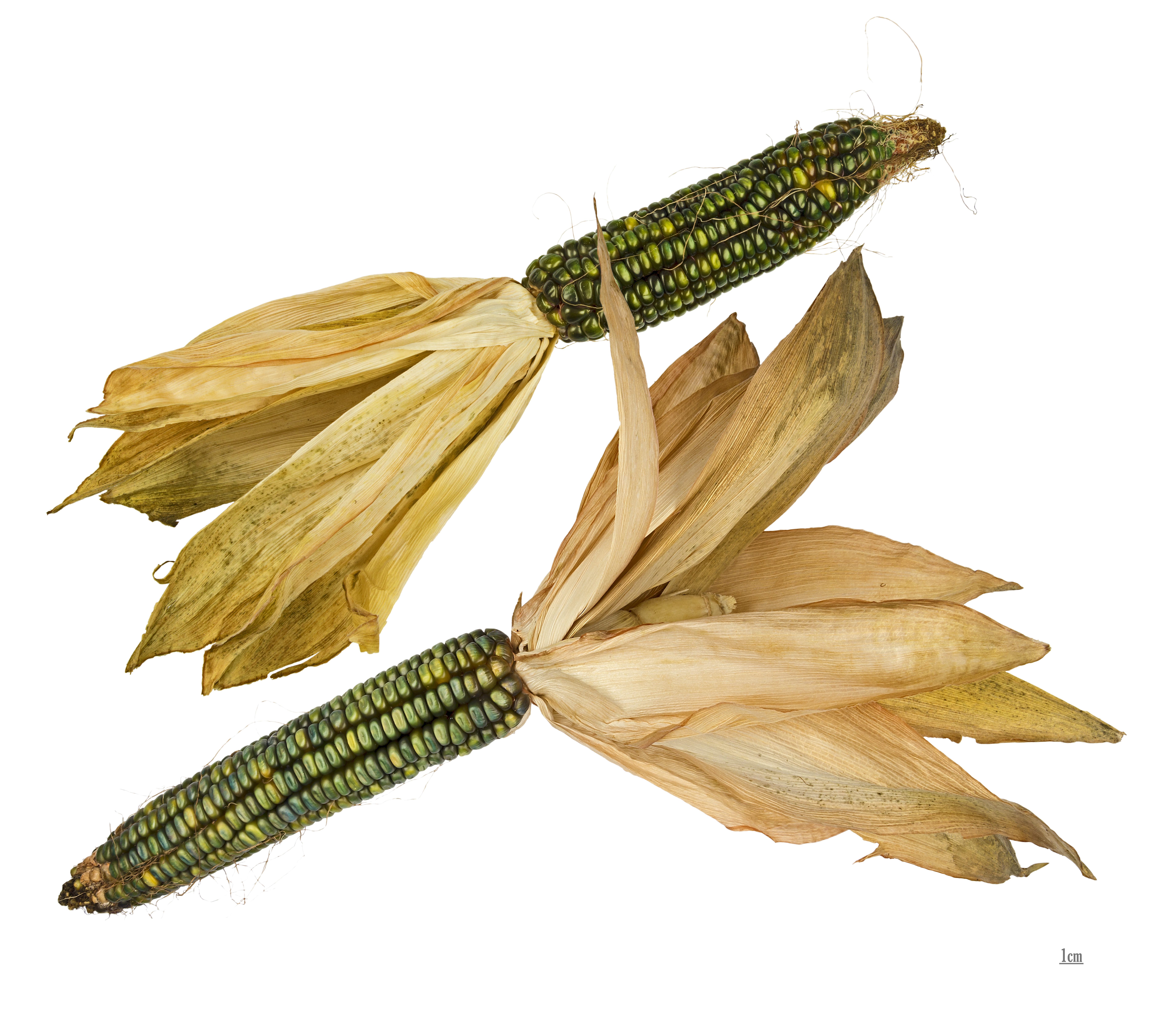
Zea mays "Oaxacan Green"
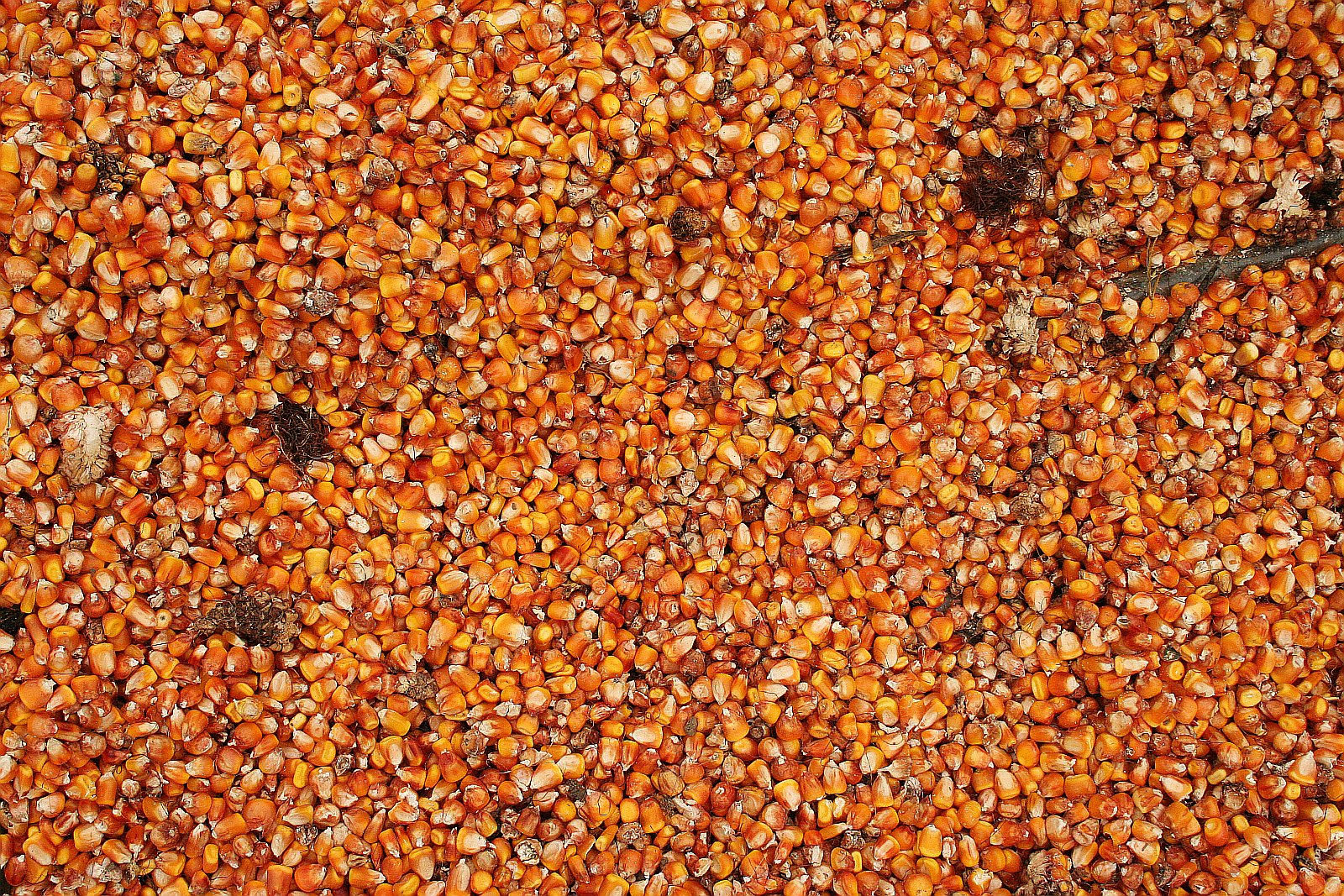
Boabe de porumb

## Vezi și
- Schimbul columbian